# Parafia Narodzenia Najświętszej Maryi Panny w Wenecji
Parafia Narodzenia Najświętszej Maryi Panny w Wenecji – jest jedną z 11 parafii leżącą w granicach dekanatu żnińskiego. Erygowana w 1392 roku.

## Dokumenty
Księgi metrykalne: 
- ochrzczonych od 1873 roku
- małżeństw od 1901 roku
- zmarłych od 1873 roku